# اس‌اس کانستیتوشن
اس‌اس کانستیتوشن (به انگلیسی: SS Constitution) یک کشتی بود. این کشتی در سال ۱۹۵۰ ساخته شد.
سفر گریس کلی ستاره سینما در سال 1956 از آمریکا به موناکو برای برگذاری مراسم ازدواجش به همراه دوستان و خانواده و خبرنگاران به وسیلهٔ این کشتی انجام شد.